# Sasa kagamiana
Sasa kagamiana là một loài thực vật có hoa trong họ Hòa thảo. Loài này được Makino & Uchida miêu tả khoa học đầu tiên năm 1928.